# Château de Bonport
Le château de Bonport, dit aussi château de Tresserve, est un château de la fin du XVIe siècle, siège de la seigneurie de Bonport ou de la Grande Vigne, situé en France sur la commune de Tresserve, dans le département de la Savoie en région Auvergne-Rhône-Alpes.

## Situation
Le château se situe en Savoie au pied de la colline de Tresserve, près de l’actuelle route nationale 201 qui prit lieu et place de l’ancienne avenue des Peupliers et qui fut une liaison routière terrestre entre les communes de Tresserve et d’Aix-les-Bains.

## Histoire
Le château de Bonport fut construit à la fin du XVIe siècle, peu après 1584. Les terres du domaine de Bonport changèrent plusieurs fois de propriétaires. On trouve trace de ce domaine, depuis 1344, en tant que propriété de Humbert de Seyssel.
Le 16 novembre 1575,, la terre de la Grande Vigne, à la faveur de droits cédés par Emmanuel-Philibert de Savoie à Renée de Savoie, sa cousine, épouse de Jacques Paillard d'Urfé, marquise de Bagé, est dépendante de celle du Bourget. En 1584, Charles-Emmanuel Ier l’échange contre le comté de Rivole, cède à Renée de Savoie la juridiction sur la Grande Vigne et l’élève au rang de comté.
En 1588, les enfants de Renée de Savoie vende la Grande Vigne à Charles Veillet, premier président au Sénat de Savoie, qui la revend en 1590 à Jean-François Berliet, archevêque de Tarentaise, qui la cède en 1603 à Louis Bonnier, avocat patrimonial. À cette date, le duc de Savoie érige les terres de la Grande Vigne en seigneurie de Bonport.
En 1674, elle est entre les mains de François Capré, seigneur de Megève, président de la Chambre des Comptes de Savoie ; il en passe reconnaissance au duc Victor-Amédée II de Savoie, le 19 février 1686. La famille Capré de Megève la conservera jusqu’en 1734. Cette famille avait pour devise « Non indigna cœlo » et cette dernière fut apposée sur la porte d’entrée du château. Une chapelle, citée en 1729, dédiée à la Vierge, complétait le domaine. En 1760, Les Capré vendent le domaine à Louis-François Berthier de Crempigny de Saint-Vincent.
En 1806, il est acquis par monsieur Mayen, de Chambéry. Pauline Borghèse, avec Talma, y est reçu en août 1812. En 1872, il est la possession du baron Chollet du Bourget. Se succédèrent, la comtesse Hélène de Tollu, puis, en 1901, le Lord britannique Joseph Charlton-Parr, avant d’être la propriété de la famille Gauthier. La propriété sera ensuite morcelée.

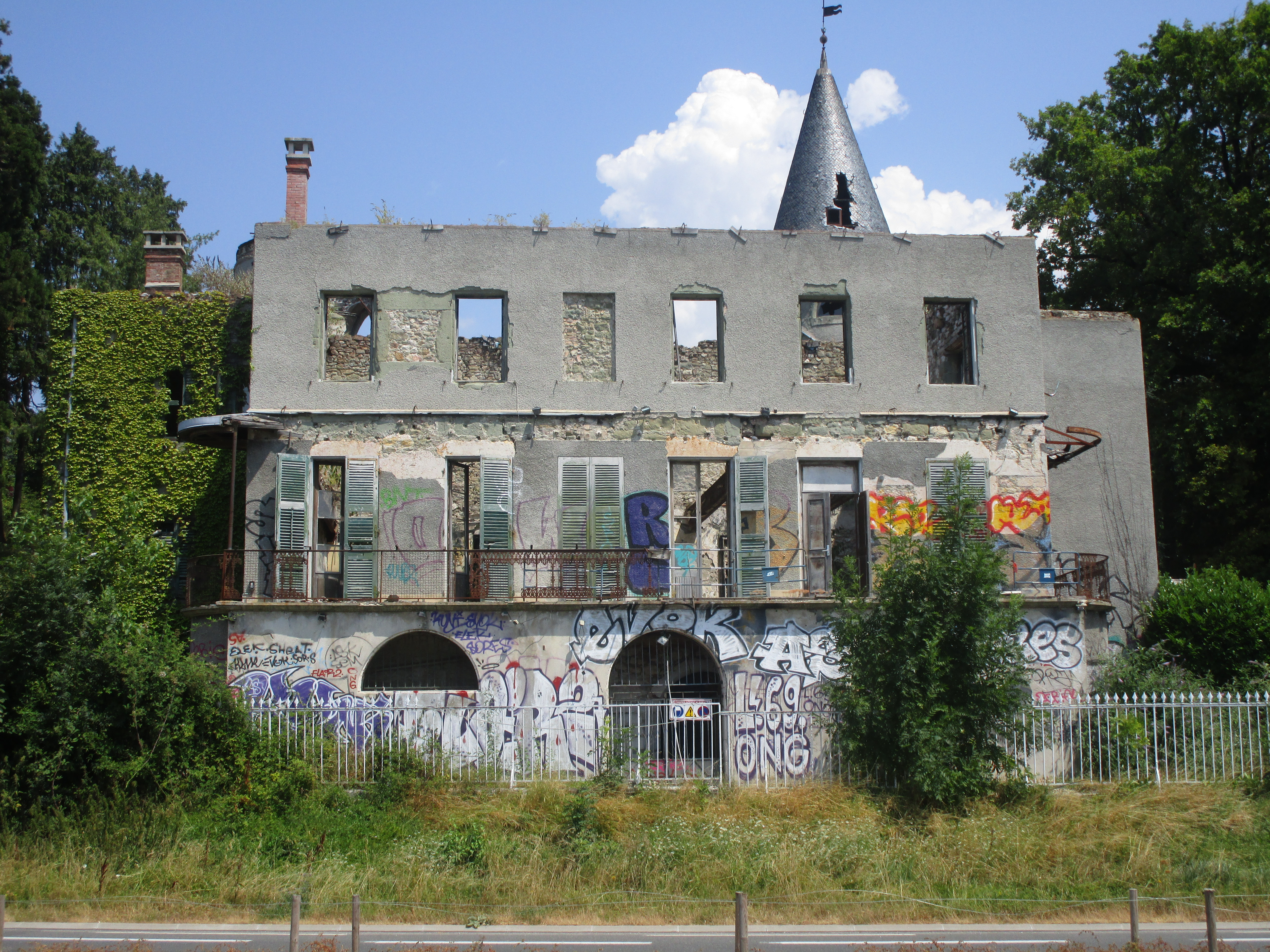
Le château de Bonport en juillet 2015 après l'incendie.

Le château, seul, est vendu en 1968 à un hôtelier de Courchevel, Joseph Alexandre Claret-Tournier[réf. nécessaire]. La famille Tournier laissera par la suite l'exploitation du site à des investisseurs privés qui transformeront le site en un dancing appelé « Le Bassamba » auquel succédera la discothèque « Le 502 » puis enfin les deux établissements de nuit « L’Étoile », au sous-sol, avec une capacité de 400 personnes, et au rez-de-chaussée le « Château », avec une capacité de 200 personnes. Les autres parties du domaine sont transformées en un lotissement appelé « La colline du poète »  et du côté bordant la rive du Lac du Bourget, la « plage du Lido »[réf. nécessaire].
Le 19 juillet 2008, à 2 h 50, le château est ravagé par un terrible incendie provoquant l’effondrement du toit ainsi que du plancher du dernier étage et celui de la tour gauche du château.
Le 20 décembre 2012, le château est vendu aux enchères pour 275 000 € à trois hôteliers-restaurateurs à Viviers-du-Lac.
En 2013, Nicolas Claret-Tournier, hôtelier à Courchevel rachète le château où il a passé son enfance et le fait restaurer, à l'identique,. En 2020, le gros œuvre terminé, les travaux de second œuvre commencent. En 2021, l'activité commerciale sous la marque Château de Tresserve est ouverte pour des événements (séminaire d'entreprise, mariage…).

## Description
Il était constitué d’un bâtiment de 400 m2 de surface au sol et comprenait quatre niveaux. Son architecture générale était d’un bâtiment en croix. Sur chaque côté étaient accolés deux tourelles sur la face ouest dans les deux angles intérieurs que constituait la forme croisé du bâtiment. À l’origine, il possédait également sur la rive est du lac du Bourget un port privé constitué d’une digue. Ce port a disparu, vers 1885, en raison de la construction de la ligne de chemin de fer entre Aix (Choudy) et Saint-Jean-de-Maurienne ainsi que de la route, vers 1860. Sur cet emplacement se trouve, à présent, l’actuelle plage du Lido.